# Pasyryk

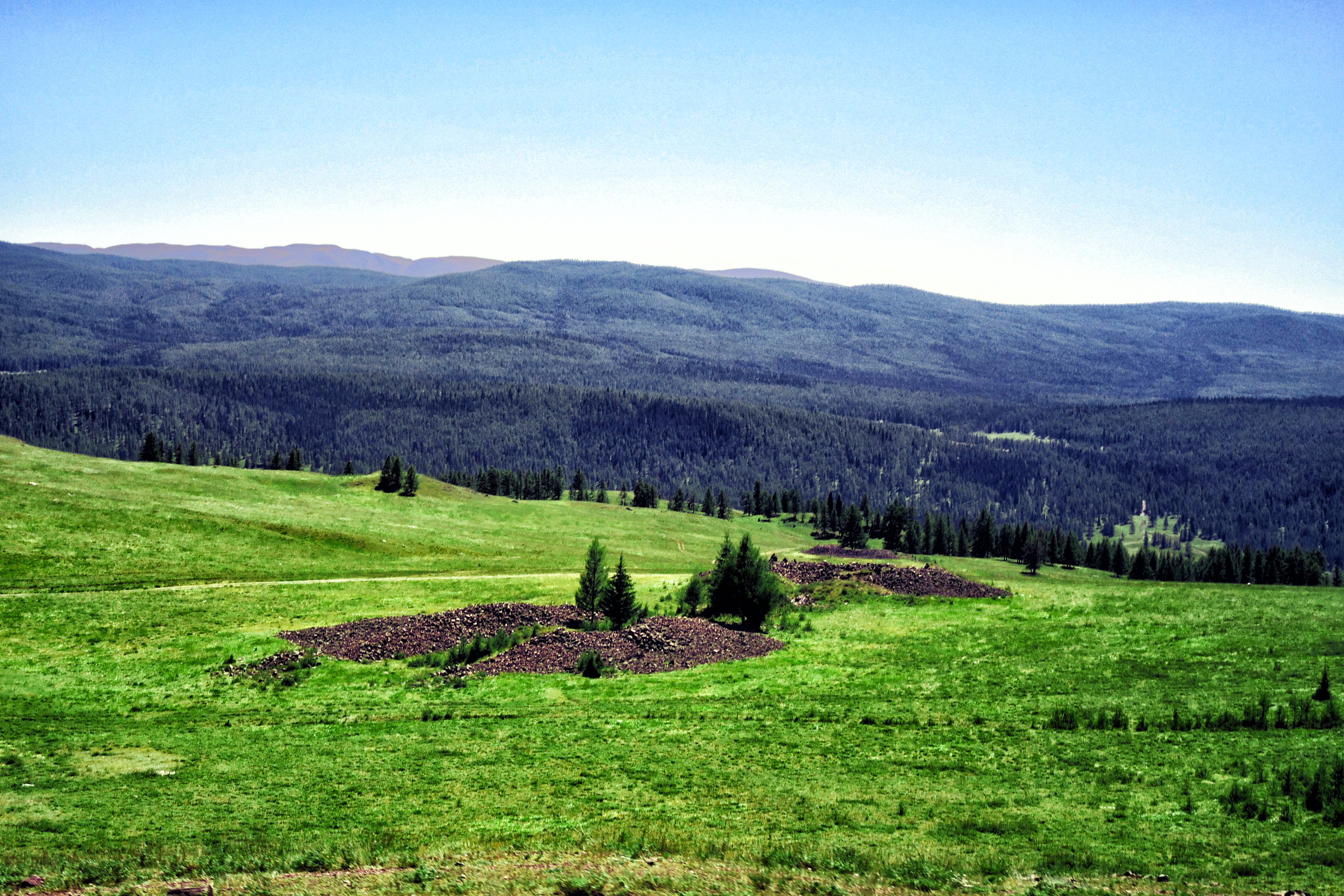
Zwei Pasyryk-Kurgane

Schnitt durch einen Kurgan

Pasyryk ist ein Tal im Altai-Gebirge im südlichen Sibirien. Hier befindet sich ein skythischer Friedhof, der nach dem Fundort benannten Pasyryk-Stufe. Die Grabanlagen datieren ins 5. und 4. Jahrhundert v. Chr. Durch den hier herrschenden Bodenfrost sind in den dortigen Kurganen organische Materialien, die sonst im Boden schnell vergehen, gut erhalten. Die Kurgane von Pasyryk  sind eine der bedeutendsten archäologischen Entdeckungen des 20. Jahrhunderts.
Die Kurgane wurden 1924 von Sergei Iwanowitsch Rudenko entdeckt, ein erster Kurgan (Kurgan I) wurde 1929 von Michael Petrovich Grjaznow untersucht. Weitere Grabungen fanden wiederum unter der Leitung von Rudenko 1947 bis 1949 statt, der die Kurgane II-V und einige kleinere erforschte. Die ganze Nekropole besteht aus rund 25 Kurganen, wobei fünf von ihnen besonders groß sind. Nur Kurgan IV war von den großen Hügeln etwas kleiner. Die Grabkammern der Kurgane waren alle beraubt, enthielten aber oftmals trotzdem noch zahlreiche Objekte. Neben den Grabkammern fanden sich meist Pferdebestattungen, die oft unberaubt waren und noch reiche Ausstattungen bewahrten. Die Grabkammern waren alle nach einem ähnlichen Schema aufgebaut. Es wurde zunächst ein Schacht angelegt und in diesen wurde die Grabkammer in Holz hineingebaut. In der Regel gibt es zwei Kammern, die eine in die andere hineingebaut. Die eigentlichen Grabhügel bestanden aus unbehauenen Steinen mit Sand vermischt. Die Funde befinden sich heute in der Eremitage in Sankt Petersburg.

## Kurgan I
Der Kurgan besteht aus einem Steinhügel mit einem Durchmesser von 47 m. Er war bei der Entdeckung noch etwa 2,2 m hoch. Der Grabschacht lag 4 m unter der Erde und war etwa 7,2 mal 7,2 m groß. Die eigentliche Grabkammer war aus Holz errichtet. In der Grabkammer stand ein Holzsarg auf dem sich ausgeschnittene Lederfiguren. Es handelt sich um eine Reihe von Doppelfiguren, die Hähne darstellen. Nördlich von der eigentlichen Grabkammer fanden sich Skelette von zehn Pferden. Die Innenmaße der Kammer waren mit 3,35 × 4,87 m deutlich kleiner. Die Grabkammer war beraubt, enthielt aber noch einige Möbel und einen Teppich mit Figuren. Die Pferdegräber waren nicht beraubt und es konnten 10 vollständige Ausstattungen geborgen werden. Bemerkenswert ist ein Pferd, das eine Maske aus Leder und Stoff trug. Daneben fanden sich reich mit Tieren und Fabeltieren dekorierte Sättel.

## Kurgan II

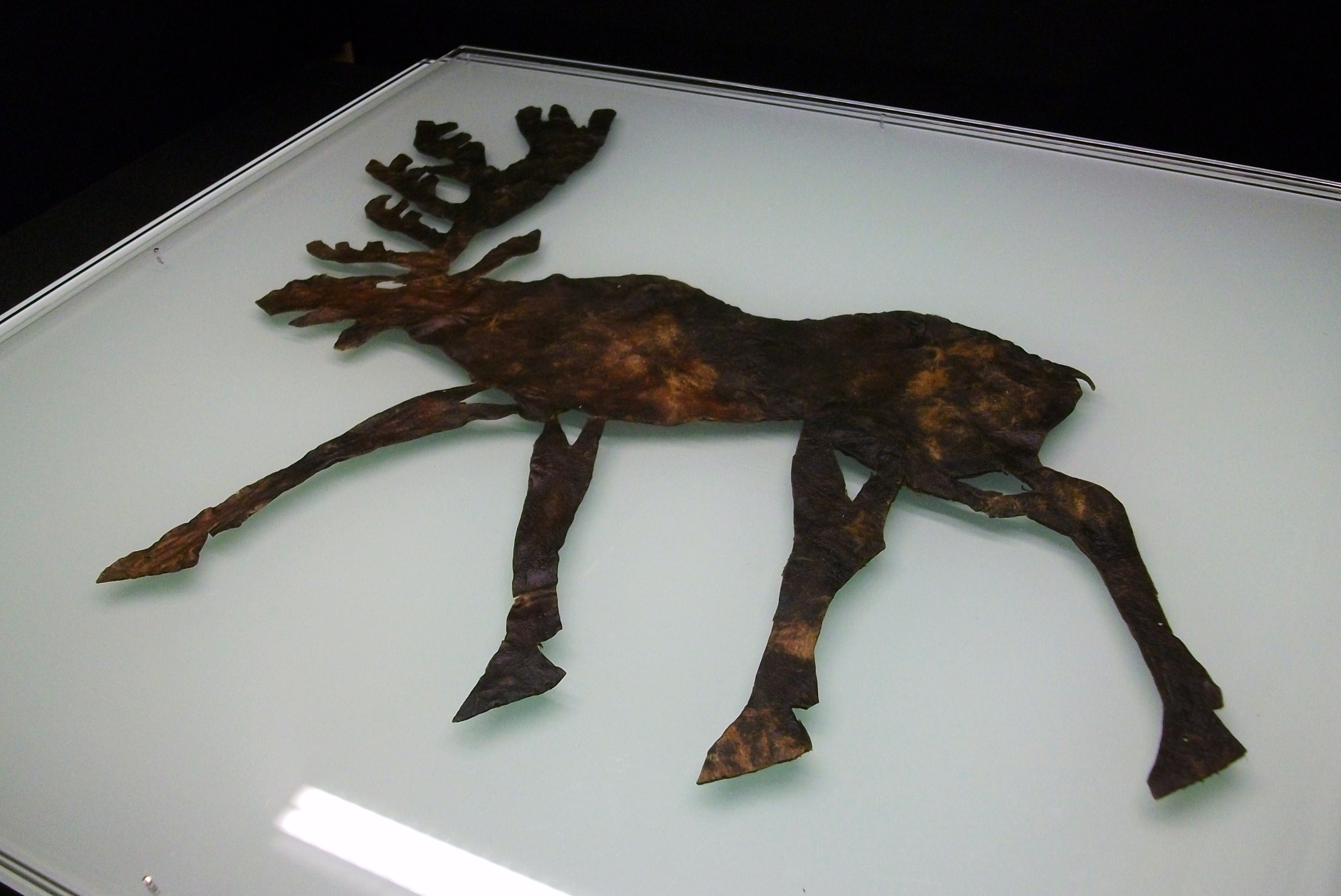
Lederfigur eines Hirsches als Ornament

Kurgan II war mit einem Durchmesser von 37 m etwas kleiner als Kurgan I. Er wurde in den Jahren 1947 und 1948 ausgegraben. Obwohl auch hier die Grabkammer beraubt vorgefunden wurde, enthielt sie noch zahlreiche Funde, die auch besser als in Kurgan I dokumentiert wurden. Die Grabkammer wurde beraubt, als sie schon zugefroren war. Sie scheint sich nur langsam mit Wasser gefüllt zu haben, bevor es fror. Dadurch waren zahlreich Objekte hochgeschwemmt und fanden sich scheinbar fliegend in der Grabkammer. Knochen von Rind, Schaf oder Ziege deuten an, dass das Grab eine Weile nicht zugefroren war, da das Fleisch vergangen war. Stoffe, Leder und Filz, waren dagegen gut erhalten. Dies gilt auch für die beiden eismumifizierten Leichen.
Der Boden der Grabkammer sowie der untere Teil der Kammerwände waren mit schwarzem Filz ausgelegt. Auch der Boden des Baumsarges war mit schwarzem Filz ausgekleidet und hatte eine Wolldecke darüber. Auf den Toten lag eine Wolldecke. Der Holzsarg war mit Figuren von Hirschen, die aus Leder ausgeschnitten waren, dekoriert. Im Sarg lagen die Leichen einer Frau und eines Mannes. Der Bauch der Frau war einst aufgeschnitten um sie zu mumifizieren. Der Bauch war mit Pflanzen gefüllt und ist dann mit Pferdehaar zugenäht worden. Auch am Rücken waren Muskeln entfernt und dann durch Pflanzen ersetzt worden. Der Kopf war zum Teil rasiert. Ein Loch war in den Schädel gebohrt worden, um das Gehirn herauszunehmen. Danach wurde die Stelle geschlossen und die Kopfhaut wieder über den Schädel gezogen. Nur ein Zopf ist vom Haar belassen worden. Der Mann war bei seinem Tod etwa 50 bis 60 Jahre alt und etwa 176 cm groß. Er solle äußerlich-anthropologisch eher mongolisch (ostasiatisch) ausgesehen haben, während die meisten anderen Bestatteten eher europäisch (westeurasisch) aussahen. Er scheint mit einem Meißel erschlagen worden zu sein. Er ist skalpiert worden, hat dann aber andere menschliche Haut übergezogen bekommen. Er ist auch rasiert worden und erhielt danach einen künstlichen Bart. Große Teile seines Körpers waren im skythischen Tierstil tätowiert.
An anderen Objekten war viel Hausrat erhalten, es fanden sich Holztische. Die Kleidung der beiden Toten war einst sicherlich wertvoll, war aber oftmals nur in Fetzen erhalten. Viele Gegenstände waren mit ausgeschnittenen Lederfiguren im Tierstil dekoriert. Die Frau trug eine Kopfbedeckung aus dickem Leder, die von Greifen gekrönt war. Zum Besitz der Frau gehören sicherlich ein Bronze- und ein Silberspiegel sowie ein Kamm. In der Kammer fanden sich auch Musikinstrumente, sieben Pferde sind höher als der Kammerboden begraben worden. Sie fanden sich in einem Bereich ohne Dauerfrost, sodass sie im Sommer immer wieder auftauten. Die Pferde und ihre Beigaben waren deshalb nicht gut erhalten, trotzdem fanden sich auch hier Holzobjekte, die einst zum Zaumzeug gehörten.

## Kurgan III
Dieses Grab wurde 1948 ausgegraben. Der Kurgan hatte einst einen Durchmesser von 36 m und war 2,6 m hoch. Die Grabkammer enthielt noch einen Baumsarg und das Skelett eines Mannes. An Grabbeigaben fanden sich noch zwei kleine Tische, ein Hocker, diverse Kleidungsreste, Pfeile und Blumen. Auch in diesem Grab waren die Pferdebestattung besser erhalten. Insgesamt sind hier 14 Pferde beigesetzt worden, die mit Sattel und Zaumzeug ausgestattet waren.

## Kurgan IV
Der Kurgan wurde im Jahr 1948 ausgegraben. Mit 24 m Durchmesser war er der kleinste der größeren Grabanlagen. In der Grabkammer fanden sich zwei Baumsärge, einer für einen Mann, der andere für eine Frau. Als Grabbeigaben kamen Möbelstücke und deren Fragmente zutage. Auch hier fanden sich wieder Bestattungen von Pferden, in diesem Fall 14. Es fanden sich vor allem reich im Tierstil verzierte Holzteile des Zaumzeuges.

## Kurgan V

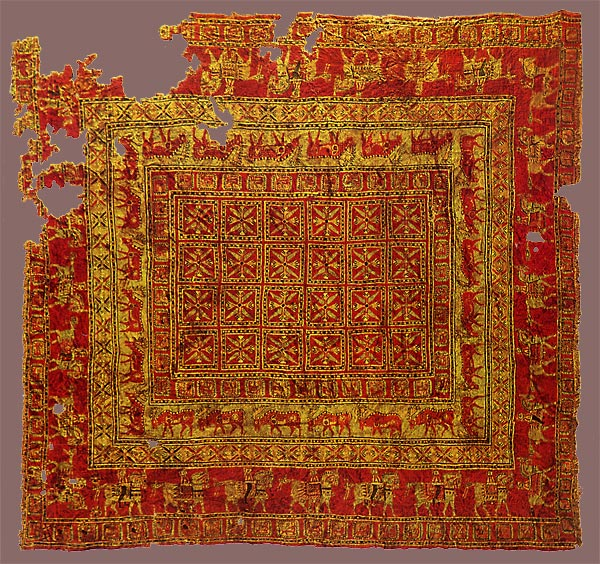
Der Teppich aus Kurgan V

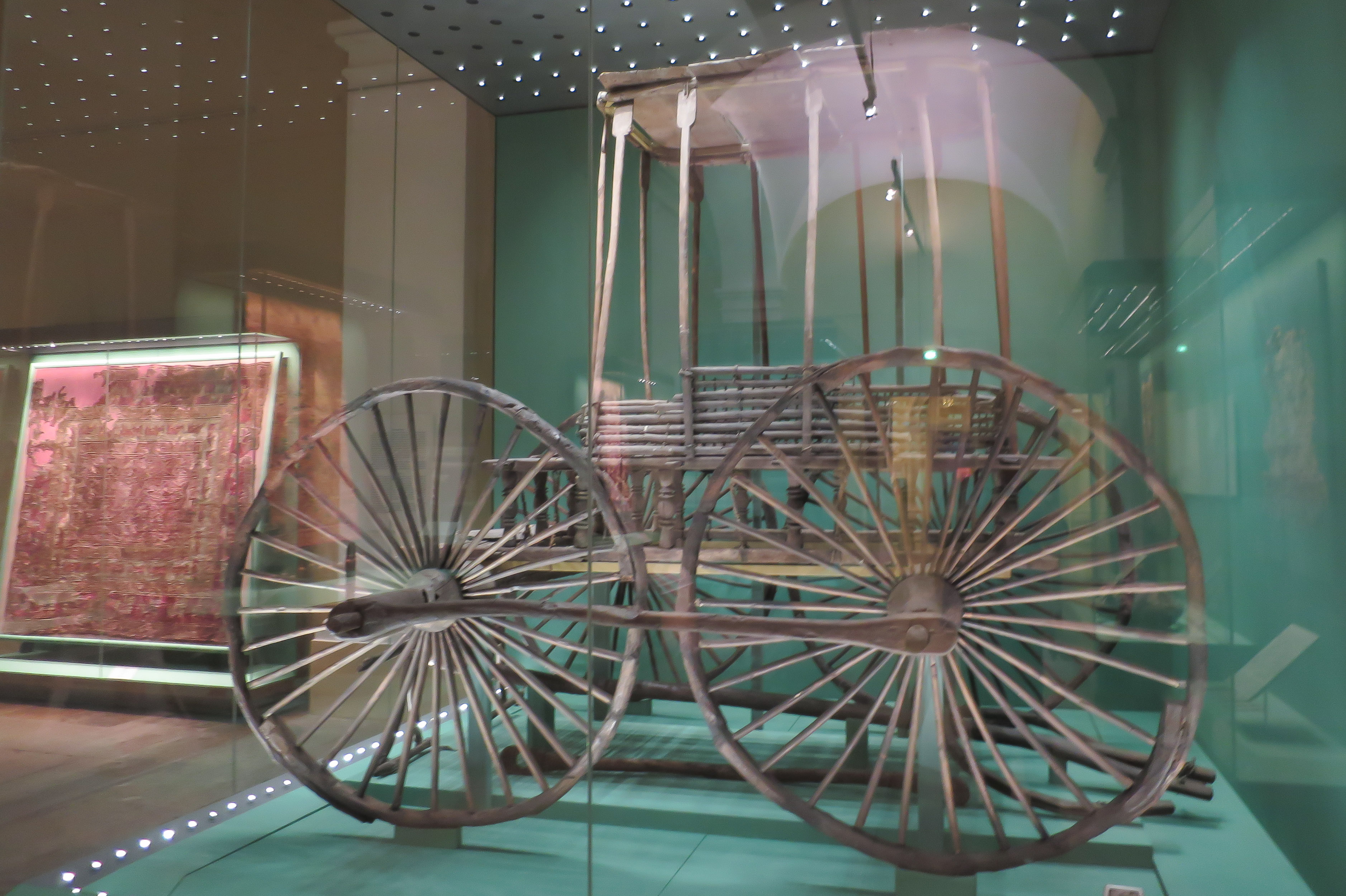
Der zeremomienelle Wagen

Der Kurgan wurde 1949 erforscht. Er war einst 42 m im Durchmesser und noch 3,75 hoch bei der ersten Untersuchung. In der Grabkammer fanden sich ein Baumsarg und die relativ gut erhaltenen Leichen eines Mannes und einer Frau, denen wiederum die Eingeweide entnommen worden und deren Körper mit Pflanzen ausgestopft waren. Die Wände der Grabkammern waren mit Filz ausgelegt, der die Figur einer Sphinx zeigt. Es fanden sich Reste von Möbeln und einer Reihe anderer Objekte. Die neun Bestattungen der Pferde waren besonders reich ausgestattet. Das Zaumzeug, Sattel und Schabracken waren gut erhalten und wiederum reich im Tierstil dekoriert. Unter den Beigaben bei den Pferden befindet sich auch der Pasyryk-Teppich. Außerhalb der Grabkammern war auch ein zeremonieller Wagen beigelegt. Er hat große Räder und einen Baldachin als Aufbau und wurde von vier Pferden gezogen. Der Baldachin war mit Filz behangen. Skulpturen aus Filz, die Schwäne darstellen, dekorierten den Wagen. Der Ausgräber fragt sich, ob der Wagen aus China kommt und eine Mitgift für eine chinesische Prinzessin war, die einen Skythenfürsten heiratete.

## Kurgan VI
Das Grab wurde 1949 ausgegraben und war nur 14/15 m im Durchmesser. In der Grabkammer fanden sich das Skelett einer Frau, eines junges Mädchesn und drei Skelette von Pferden. Als Beigaben kamen viele Perlen aus diversen Materialien zu Tage, darunter solche aus Gold. Besonders bemerkenswert ist ein chinesischer Spiegel. Es fanden sich auch die Reste eines lackierten Tellers, ein Eisenmesser und eine Kauri-Muschel.

## Kurgan VII
Es handelt sich um die Grabanlage eines Kindes, die 1949 erforscht wurde. Es fand sich das Skelett eines Pferdes und vor allem Reste von Schmuck.

## Kurgan VIII
Es handelt sich um die Grabanlage einer Frau, die 1949 erforscht wurde. Der Hügel maß einst 14 m im Durchmesser. Es fanden sich das Skelett eines Pferdes und einige Schmuckelemente.